# Joaquim Dolz Mestre
Joaquim Dolz Mestre   (Morella, 12 d'abril de 1957) és una figura clau en el camp de l'aprenentatge de llengües i de la didàctica, en especial per la seva contribució a l'interaccionisme sociodiscursiu. És professor honorari al Departament de Ciències de l'Educació de la Universitat de Ginebra i membre del grup de recerca GRAFE.

## Biografia
Va iniciar els seus estudis amb una Llicenciatura en Ciències de l’Educació a la Universitat Autònoma de Barcelona (1979), seguida d’un màster en didàctica de les llengües (1981) i un doctorat a la Universitat de Ginebra (Suïssa) (1990) i un postdoctorat a la Universitat Charles-de-Gaulle de Lilla (França). El seu primer treball va consistir en la participació en una campanya d’alfabetització a la parròquia de Santiago de Arcos a Galícia els anys 1973 i 1974, però fonamentalment la seva activitat professional i acadèmica es desenvolupa a Suïssa.
L'interaccionisme sociodiscursiu (ISD), paradigma de les seues recerques, sosté que el llenguatge es desenvolupa a través de les interaccions socials fonamentades en els discursos i les llegües, evitant el terme llengua materna per consideracions inclusives i de gènere. Advocant pel plurilingüisme a l’escola, Joaquim Dolz critica la simplificació dels conceptes de primera, segona i tercera llengua basant-se en la complexitat del repertori lingüístic dels alumnes i la realitat del multilingüisme social.
Els seus estudis en ensenyament de llengües, en companyia dels de companys seus de l’ISD com Jean-Paul Bronckart (que va ser el seu director de tesi) o Bernard Schneuwly, són molt coneguts en particular als països francòfons, a Espanya i al Brasil. De fet, Dolz va participar en el disseny de l'Olimpíada da Língua Portuguesa de la Fundació Itaú, destinada a la lluita contra l'iletrisme. Juntament amb Schneuwly, és autor de Gêneros orais e escritos na escola, un dels llibres de didàctica de les llengües més llegits al Brasil.
Amb Valéria Gomes i Aúrea Zavan és líder del grup de recerca internacional HisTel, que reuneix investigadors de sis països i deu universitats i que investiga sobre la historicitat dels gèneres de text i llur ensenyament. Les seves recerques en enginyeria didàctica i sobre els gèneres orals i escrits i la formació del professorat han influït profundament en la pràctica educativa, no només a Suïssa sinó també en contextos com el País Valencià, el País Basc o Andorra, on s'ha implementat l'ensenyament plurilingüe i la coformació docent en un marc inclusiu i multilingüe.
Joaquim Dolz reflexiona sobre els reptes i oportunitats que presenten les tecnologies de la informació i la comunicació (TIC) per a l'ensenyament i l'aprenentatge de llengües. Destaca la necessitat d'investigar els nous gèneres de text multimodals i les seves implicacions didàctiques, així com la importància de mantenir un enfocament crític davant l'ús de les TIC en l'educació, sempre prioritzant la interacció humana i el treball sobre el llenguatge.

## Obra publicada
- Schneuwly, B. i Dolz, J. (2004) Gêneros orais e escritos na escola. Campinas: Mercado das Letras.
- Schneuwly, B. i Dolz, J. (2009) Des objets enseignés en classe de français.  Rennes: Presses Universitaires de Rennes.
- Dolz, J. i Schneuwly, B. (2006). Per a un ensenyament de l’oral. Iniciació als gèneres formals a l’escola. València: IIFV.
- Dolz, J., Lima, G. i Zani, J. (2022). “Plurilinguismo e multimodalidade no ensino de poesia visual: análise de uma videoaula em libras”. Linguagem em (Dis)curso, 22, 147-162.
- Dolz, J. i Gagnon, R. (2018) Former les enseignants à la production écrite. Lille: Presses du Septentrion.
- Aeby-Daghé, S., Bulea-Bronckart, E., Cordeiro, S. G., Dolz, J., Leopoldoff, I. Monnier, A., Ronveaux, Ch. Verdine, B. (2019). Didactique du français et construction d’une discipline scientifique. Dialogues avec Bernard Schneuwly. Lille: Presses du Septentrion.